# Liste der Baudenkmale in Gehrden
Die Liste der Baudenkmale in Gehrden nennt die Baudenkmale der niedersächsischen Stadt Gehrden mit ihren Stadtteilen Ditterke, Everloh, Gehrden, Lemmie, Lenthe, Leveste, Northen und Redderse in der Region Hannover. Quelle der Baudenkmale ist der Denkmalatlas Niedersachsen.

## Allgemein
In den Spalten befinden sich folgende Informationen:
- Lage: die Adresse des Baudenkmales und die geographischen Koordinaten. Kartenansicht, um Koordinaten zu setzen. In der Kartenansicht sind Baudenkmale ohne Koordinaten mit einem roten Marker dargestellt und können in der Karte gesetzt werden. Baudenkmale ohne Bild sind mit einem blauen Marker gekennzeichnet, Baudenkmale mit Bild mit einem grünen Marker.
- Bezeichnung: Bezeichnung des Baudenkmales
- Beschreibung: die Beschreibung des Baudenkmales. Unter § 3 Abs. 2 NDSchG werden Einzeldenkmale und unter § 3 Abs. 3 NDSchG Gruppen baulicher Anlagen und deren Bestandteile ausgewiesen.
- ID: die Objekt-ID des Baudenkmales
- Bild: ein Bild des Baudenkmales, ggf. zusätzlich mit einem Link zu weiteren Fotos des Baudenkmals im Medienarchiv Wikimedia Commons. Wenn man auf das Kamerasymbol klickt, können Fotos zu Baudenkmalen aus dieser Liste hochgeladen werden:

## Ditterke

### Gruppe: Gut und ehem. Kornbrennerei Ditterke
Die Gruppe „Gut und ehem. Kornbrennerei Ditterke“ hat die ID 31076532.

| Lage                                              | Bezeichnung              | Beschreibung | ID       | Bild |
| ------------------------------------------------- | ------------------------ | ------------ | -------- | ---- |
| Erich-Garben-Straße 1 52° 19′ 58″ N, 9° 34′ 51″ O | Ehem. Altenteil          |              | 31129243 |      |
| Erich-Garben-Straße 1 52° 19′ 57″ N, 9° 34′ 52″ O | Längsdurchfahrtsscheune  |              | 31129263 |      |
| Erich-Garben-Straße 1 52° 19′ 56″ N, 9° 34′ 50″ O | Wohn-/Wirtschaftsgebäude |              | 31129223 |      |
| Erich-Garben-Straße 1 52° 19′ 57″ N, 9° 34′ 49″ O | Brennerei                |              | 31129299 |      |
| Erich-Garben-Straße 1 52° 19′ 58″ N, 9° 34′ 50″ O | Ehem. Lagergebäude       |              | 31129281 |      |
| Erich-Garben-Straße 1 52° 19′ 55″ N, 9° 34′ 52″ O | Park                     |              | 31129338 |      |

### Gruppe: Friedhof Kirchwehrener Straße
Die Gruppe „Friedhof Kirchwehrener Straße“ hat die ID 31076542.

| Lage                                          | Bezeichnung                | Beschreibung | ID       | Bild           |
| --------------------------------------------- | -------------------------- | ------------ | -------- | -------------- |
| Kirchwehrer Straße 52° 20′ 9″ N, 9° 34′ 50″ O | Friedhof                   |              | 31129373 | Weitere Bilder |
| Kirchwehrer Straße 52° 20′ 9″ N, 9° 34′ 51″ O | Friedhofskapelle           |              | 31129391 |                |
| Kirchwehrer Straße 52° 20′ 9″ N, 9° 34′ 50″ O | Gefallenendenkmal Ditterke |              | 31129409 |                |

### Einzeldenkmale
| Lage                                        | Bezeichnung                 | Beschreibung | ID       | Bild           |
| ------------------------------------------- | --------------------------- | --- | -------- | -------------- |
| Bundesstraße 4 52° 20′ 3″ N, 9° 35′ 2″ O    | Altenteil                   | Die ehemalige Scheune einer Hofanlage wurde in der zweiten Hälfte des 19. Jahrhunderts zum Altenteiler umfunktioniert.                                                            | 31129137 |                |
| Bundesstraße 10 52° 20′ 1″ N, 9° 34′ 54″ O  | Wohnhaus                    | Um 1900 aus Ziegeln errichtetes zweigeschossiges Wohnhaus einer Hofanlage. | 31129154 |                |
| Bundesstraße 52° 20′ 4″ N, 9° 34′ 53″ O     | Hofeinfriedung              | Halbhohe Mauer aus grob zugehauenen Sandsteinen. | 31129120 |                |
| Bundesstraße 13 52° 20′ 5″ N, 9° 34′ 57″ O  | Wohn-/Wirtschaftsgebäude    | 1873 errichtetes Hallenhaus einer Hofanlage. Der Vierständer wurde in den 1980er Jahren verändert.                                                                                | 31129174 |                |
| Bundesstraße 16 52° 20′ 5″ N, 9° 34′ 47″ O  | Ehem. Schule                | Die 1845 errichtete ehemalige Kapelle wurde zur Dorfschule umgebaut. Die Glocke, die früher im Dachreiter hing und jetzt in dem der Friedhofskapelle hängt, ist mit 1662 datiert. | 31129191 | Weitere Bilder |
| Bundesstraße 16 52° 20′ 5″ N, 9° 34′ 48″ O  | Luthereiche mit Gedenkstein | | 31129208 | Weitere Bilder |
| Landesstraße 401 52° 19′ 53″ N, 9° 35′ 4″ O | Brücke                      | Alte Steinbrücke über die Haferriede im Verlauf der L 401. |          |                |

## Everloh

### Gruppe: Gut Erichshof
Die Gruppe „Gut Erichshof“ hat die ID 31076563.

| Lage                                              | Bezeichnung          | Beschreibung | ID       | Bild           |
| ------------------------------------------------- | -------------------- | --- | -------- | -------------- |
| Am Gut Erichshof 2-2B 52° 19′ 45″ N, 9° 36′ 37″ O | Herrenhaus (Bauwerk) | Das Rittergut Erichshof ist eine 1877 zum Rittergut erhobene sehr geschlossen wirkende Hofanlage. Der Großteil der massiven Gebäude entstand 1859 bis 1861. | 31129561 | Weitere Bilder |
| Am Gut Erichshof 2-2B 52° 19′ 49″ N, 9° 36′ 38″ O | Park                 | | 31129615 |                |

### Gruppe: Hofanlage Am Dorfbrunnen 28/29
Die Gruppe „Hofanlage Am Dorfbrunnen 28/29“ hat die ID 31076574.

| Lage                                          | Bezeichnung         | Beschreibung | ID       | Bild |
| --------------------------------------------- | ------------------- | --- | -------- | ---- |
| Am Dorfbrunnen 28 52° 20′ 10″ N, 9° 36′ 22″ O | Wagenschauer        | | 31129508 |      |
| Am Dorfbrunnen 28 52° 20′ 9″ N, 9° 36′ 24″ O  | Wohnhaus            | Ehemalige Hofstelle. Eingeschossiges Wohnhaus mit verputzten Fachwerkwänden, errichtet in der zweiten Hälfte des 19. Jahrhunderts wohl auf den Fundamenten eines älteren Vorgängerbaus. Ausgebautes Mansarddach mit zwei Erkern auf den Traufseiten. | 31129451 |      |
| Am Dorfbrunnen 29 52° 20′ 9″ N, 9° 36′ 24″ O  | Ehem. Kornbrennerei | Ehemalige Schnapsbrennererei, ein 1787 datiertes zweistöckig abgezimmertes Fachwerkgebäude unter Satteldach. | 31129487 |      |
| Am Dorfbrunnen 29 52° 20′ 8″ N, 9° 36′ 25″ O  | Scheune             | | 31129469 |      |

### Gruppe: Hofanlage Harenberger Straße 1
Die Gruppe „Hofanlage Harenberger Straße 1“ hat die ID 31076574.

| Lage                                            | Bezeichnung | Beschreibung | ID       | Bild |
| ----------------------------------------------- | ----------- | --- | -------- | ---- |
| Harenberger Straße 1 52° 20′ 5″ N, 9° 36′ 16″ O | Scheune     | Vom Anfang des 19. Jahrhunderts stammende Längsdurchfahrtsscheune entlang der Straße am Westrand des Grundstücks. | 31129651 |      |
| Harenberger Straße 1 52° 20′ 4″ N, 9° 36′ 18″ O | Stall       | An der Ostseite der um 1900 errichteter Stall in Ziegelbauweise.                                                  | 31129669 |      |
| Harenberger Straße 1 52° 20′ 4″ N, 9° 36′ 16″ O | Wohnhaus    | Um 1900 errichtetes zweigeschossiges Wohnhaus in Ziegelbauweise.                                                  | 31129687 |      |

### Einzeldenkmale
| Lage                                             | Bezeichnung  | Beschreibung | ID       | Bild           |
| ------------------------------------------------ | ------------ | --- | -------- | -------------- |
| Am Dorfbrunnen 1 52° 20′ 7″ N, 9° 36′ 18″ O      | Kapelle      | Die Kapelle Everloh ist eine 1877 nach einem Entwurf von Conrad Wilhelm Hase errichtete Backsteinkapelle mit Strebepfeilern und Apsis. Das Gebäude ersetzte einen 1870 abgebrochenen, bereits 1534 erwähnten Vorgänger in der Nachbarschaft. Ein Schnitzaltar entstand um 1520, das Triptychon kam vermutlich 1595 aus Wennigsen nach Everloh. Die Glocke wurde 1670 in Hannover durch Ludolf Siegfriedt gegossen. | 31129526 | Weitere Bilder |
| Harenberger Straße 11 52° 20′ 8″ N, 9° 36′ 18″ O | Ehem. Schule | Der 1886 errichtete Ziegelbau ist ein ehemaliges Schulgebäude. Er steht am Standort der 1870 abgerissenen alten Kapelle. | 31129703 |                |
| Nenndorfer Straße 1 52° 19′ 50″ N, 9° 36′ 53″ O  | Villa        | Kurz nach 1900 errichtetes zweigeschossiges villenartiges Wohnhaus in gelben Klinkern. Zu seinem Bau wurden wesentliche Bauteile des früheren Wohnhauses des Eigentümers der 1906 von Hannover-Hainholz nach Kleinbuchholz verlegten Pelikanwerke wiederverwertet. | 31129720 |                |
| Nenndorfer Straße 30 52° 20′ 0″ N, 9° 36′ 17″ O  | Wohnhaus     | 1876 wurden das Wohnhaus und das kleine Wirtschaftsgebäude in der damals noch seltenen Ziegelbauweise errichtet. | 31129737 |                |

## Gehrden

### Gruppe: Ortskern Margarethenkirche
Die Gruppe „Ortskern Margarethenkirche“ hat die ID 31076491.

| Lage                                         | Bezeichnung               | Beschreibung | ID       | Bild           |
| -------------------------------------------- | ------------------------- | --- | -------- | -------------- |
| Kirchstraße 2 52° 18′ 48″ N, 9° 36′ 4″ O     | Kirche                    | Margarethenkirche mit im 1. Drittel des 13. Jahrhunderts errichtetem Westturm aus mächtigen Quadern auf reich profiliertem Sockel. Charakteristischer Treppengiebel vom Ende des 15. Jahrhunderts, Glockenstuhl von 1674, Dachreiter 1925/26 erneuert. Langhaus vor 1400, oder aber nach Schäden beim großen Brand von 1467 neu errichtet. | 31130381 | Weitere Bilder |
| Kirchstraße 2 52° 18′ 47″ N, 9° 36′ 4″ O     | Kirchhof                  | Um die Margarethenkirche fanden auf dem Kirchhof bis 1850 Bestattungen statt. Auf dem insgesamt denkmalgeschützten Kirchhof stehen einige Grabmale aus dem 16. und 17. Jahrhundert | 31130401 |                |
| Kirchstraße 2 52° 18′ 48″ N, 9° 36′ 4″ O     | Denkmal 1870/71           | Das Kriegerdenkmal von 1871 in Gehrden dient der Erinnerung an das Ende des Deutsch-Französischen Krieges. An einer gepflanzten Eiche steht ein Obelisk auf von Findlingen umgebenen Sockel als Denkmal für die beiden Gefallenen aus Gehrden.                                                                                             | 31130419 | Weitere Bilder |
| Kirchstraße 2 52° 18′ 48″ N, 9° 36′ 5″ O     | Gefallenendenkmal Gehrden | Das Gefallenendenkmal Gehrden ist eine Denkmalanlage für Gehrdens Gefallene im I. Weltkrieg. Sandsteinquader mit Namenslisten, pyramidenförmiger Aufbau gekrönt von einer Steinscheibe mit Tatzenkreuz. Davor eine Gedenktafel für die Opfer des II. Weltkriegs.                                                                           | 31129952 | Weitere Bilder |
| Kirchhof 52° 18′ 47″ N, 9° 36′ 5″ O          | Lyrabank                  | Steinerne Sitzbank mit Inschriften und Verzierungen. Zur Erinnerung an den Dichter und späteren Gehrdener Pastor Justus Wilhelm Lyra Anfang des 20. Jahrhunderts beim Ausflugslokal Waldschlösschen aufgestellt. Nach mehreren Translozierungen seit den 1990er Jahren auf dem Kirchhof.                                                   | 31130358 | Weitere Bilder |
| Kirchstraße 4, 4A 52° 18′ 48″ N, 9° 36′ 6″ O | Pfarrhaus                 | Durch seine Lage und Gestaltung das Stadtbild prägender zweigeschossiger Backsteinbau mit Sandsteinsockel. | 31129993 |                |
| Kirchstraße 4B 52° 18′ 48″ N, 9° 36′ 7″ O    | Gemeindesaal              | | 31130437 |                |
| Steinweg 25 52° 18′ 47″ N, 9° 36′ 2″ O       | Wohn-/Wirtschaftsgebäude  | Steinweg 25, durch seine Lage und Gestaltung das Stadtbild prägendes zweigeschossiges Fachwerkgebäude und 1-geschossiger Putz-Anbau. Teil der Gruppe baulicher Anlagen rund um die Kirche. | 31130944 | Weitere Bilder |

### Gruppe: Wohn-/Wirtschaftshäuser Neue Straße
Die Gruppe „Wohn-/Wirtschaftshäuser Neue Straße“ hat die ID 31076501.

| Lage                                      | Bezeichnung                    | Beschreibung | ID       | Bild           |
| ----------------------------------------- | ------------------------------ | --- | -------- | -------------- |
| Neue Straße 6 52° 18′ 52″ N, 9° 36′ 11″ O | Ehem. Gaststätte               | Neue Straße 6 als ehemalige Gaststätte Zur Klappe | 31130569 | Weitere Bilder |
| Neue Straße 8 52° 18′ 52″ N, 9° 36′ 10″ O | Ehem. Wohn-/Wirtschaftsgebäude | Hischen Hus, heutige Gaststätte. | 31130590 |                |
| Neue Straße 9 52° 18′ 51″ N, 9° 36′ 9″ O  | Wohn-/Wirtschaftsgebäude       | | 31130610 |                |
| Neue Straße 10 52° 18′ 52″ N, 9° 36′ 9″ O | Wohnhaus                       | In der zweiten Hälfte des 19. Jahrhunderts errichtetes Handwerkerhaus. Aus Ziegeln erbaut, noch angelehnt an die Gebäudeproportionen eines Hallenhauses. | 31130633 |                |
| Neue Straße 12 52° 18′ 52″ N, 9° 36′ 8″ O | Wohnhaus                       | | 31130651 |                |
| Neue Straße 15 52° 18′ 51″ N, 9° 36′ 7″ O | Wohnhaus                       | | 31130690 |                |
| Neue Straße 18 52° 18′ 52″ N, 9° 36′ 6″ O | Wohnhaus                       | Durch seine Lage und Gestaltung das Stadtbild prägendes eingeschossiges Backsteingebäude mit Dekorelementen.                                             | 31130726 |                |
| Neue Straße 19 52° 18′ 51″ N, 9° 36′ 6″ O | Wohnhaus                       | Nutzung als Polizeidienstgebäude. Durch seine Lage und Gestaltung das Stadtbild prägendes eingeschossiges Fachwerkgebäude mit Sandsteinsockel.           | 31130746 |                |
| Neue Straße 21 52° 18′ 51″ N, 9° 36′ 5″ O | Wohnhaus                       | Durch seine Gestaltung das Stadtbild prägendes eingeschossiges Fachwerkgebäude mit vorgesetzter Backsteinfassade.                                        | 31130783 |                |
| Neue Straße 22 52° 18′ 52″ N, 9° 36′ 5″ O |                                | |          |                |
| Neue Straße 23 52° 18′ 51″ N, 9° 36′ 4″ O | Wohn-/ Wirtschaftsgebäude      | Durch seine Lage und Gestaltung das Stadtbild prägendes zweigeschossiges Fachwerkgebäude mit vorgesetzter Putzfassade.                                   | 31130819 |                |

### Gruppe: Wohnhäuser Dammstraße
Die Gruppe „Wohnhäuser Dammstraße“ hat die ID 31076470.

| Lage                                     | Bezeichnung | Beschreibung                                                    | ID       | Bild |
| ---------------------------------------- | ----------- | --------------------------------------------------------------- | -------- | ---- |
| Dammstraße 33 52° 18′ 36″ N, 9° 36′ 1″ O | Wohnhaus    | Um 1900 errichtetes zweigeschossiges Gebäude aus roten Ziegeln. | 31130118 |      |
| Dammstraße 35 52° 18′ 35″ N, 9° 36′ 1″ O | Wohnhaus    | Um 1900 errichtetes zweigeschossiges Gebäude aus roten Ziegeln. | 31130136 |      |

### Gruppe: Berggasthaus und Park
Die Gruppe „Berggasthaus und Park“ hat die ID 31076522.

| Lage                                      | Bezeichnung                | Beschreibung | ID       | Bild           |
| ----------------------------------------- | -------------------------- | --- | -------- | -------------- |
| Köthnerberg 4 52° 18′ 28″ N, 9° 35′ 13″ O | Berggasthaus Niedersachsen | Das Berggasthaus Niedersachsen war eine 1898 errichtete Ausflugsgaststätte, die 1959 nach einem Wasserschaden abgerissen wurde. Erhalten hat sich die frühere Stuhlremise als heutiger Gastronomiebetrieb. | 31130514 | Weitere Bilder |
| Köthnerberg 4 52° 18′ 30″ N, 9° 35′ 10″ O | Park                       | Trip’sche Parkanlage samt Gebäuden als Ensemble. Im Jahr 1898 wurde im Auftrag der Straßenbahn Hannover beim Berggasthaus Niedersachsen durch den hannoverschen Gartenbaudirektor Julius Trip eine 14 Hektar große Parkanlage in Stil eines englischen Landschaftsgartens mit einem 2,5 ha großen Barockteil angelegt. Die denkmalgeschützte Anlage wurde 1991 mit Mitteln des Großraumverbandes Hannover instand gesetzt und ging 2008 in den Besitz der Stadt Gehrden über. | 31130534 | Weitere Bilder |

### Gruppe: Jüdischer Friedhof
Die Gruppe „Jüdischer Friedhof“ hat die ID 31076680.

| Lage                                    | Bezeichnung        | Beschreibung | ID       | Bild           |
| --------------------------------------- | ------------------ | --- | -------- | -------------- |
| Brauereiweg 52° 18′ 32″ N, 9° 35′ 32″ O | Jüdischer Friedhof | Der unterhalb des Köthnerbergs gelegen Jüdische Friedhof Gehrden wurde erstmals 1752 belegt. Er ist geschützt gemäß §3 (3) NDSchG. | 31129773 | Weitere Bilder |

### Gruppe: Von-Reden-Friedhof
Die Gruppe „Von-Reden-Friedhof“ hat die ID 31076511.

| Lage                                         | Bezeichnung        | Beschreibung | ID       | Bild           |
| -------------------------------------------- | ------------------ | --- | -------- | -------------- |
| Von-Reden-Straße 52° 18′ 10″ N, 9° 35′ 35″ O | Von-Reden-Friedhof | 1872 von Otto von Reden oberhalb der Franzburg am Hang des Köthnerbergs errichtetes Mausoleum und Privatfriedhof. Zwei Leichensteine stammen aus dem 15. Jahrhundert. Die Anlage ist geschützt gemäß §3 (3) NDSchG. | 31130962 | Weitere Bilder |

### Gruppe: Von-Reden-Park
Die Gruppe „Von-Reden-Park“ hat die ID 31076480.

| Lage                                          | Bezeichnung    | Beschreibung | ID       | Bild           |
| --------------------------------------------- | -------------- | --- | -------- | -------------- |
| Franzburger Straße 52° 18′ 21″ N, 9° 36′ 3″ O | Von-Reden-Park | Von Teilen der alten Gutsmauer umgebener Park des einstigen Ritterguts Franzburg mit wertvollem Baumbestand. Durch Ottomar von Reden der Stadt Gehrden geschenkt. Das Herrenhaus des Gutes wurde 1967 abgebrochen. Der Park ist geschützt gemäß §3 (3) NDSchG. | 31130171 | Weitere Bilder |

### Einzeldenkmale
| Lage                                                  | Bezeichnung                   | Beschreibung | ID       | Bild           |
| ----------------------------------------------------- | ----------------------------- | --- | -------- | -------------- |
| Burgberg 52° 18′ 52″ N, 9° 35′ 8″ O                   | Burgbergturm                  | 1897/98 errichteter achteckiger gemauerter Aussichtsturm. Das angebaute Ausflugslokal diente bis 1961 als Schullandheim. Um 1970 wurden seine Fachwerkbauteile eingerissen. | 31129842 | Weitere Bilder |
| Am Markt 5 52° 18′ 45″ N, 9° 36′ 2″ O                 | Wohn-/Geschäftshaus           | Der zweigeschossige Massivbau Am Markt 5 wurde 1888 errichtet. Die Fassade des Gebäudes ist durch Kranzgesimse, Eckpilaster Brüstungsfelder und Fensterverdachungen reich gegliedert. | 31129791 | Weitere Bilder |
| Am Markt 6 / Alte Straße 2 52° 18′ 46″ N, 9° 36′ 3″ O | Ratskeller                    | Der Kern des Ratskellers Gehrden an der Südwestecke des Marktplatzes stammt vermutlich vom Ende des 16. Jahrhunderts. Seitdem zahlreiche Umbauten und Erweiterungen. Durch seine Lage und Gestaltung das Stadtbild prägendes zweigeschossiger Klinker- und Fachwerkbau. Glockenspiel.                                                                                      | 31129808 | Weitere Bilder |
| Bahnhofstraße 21 52° 19′ 0″ N, 9° 35′ 42″ O           | Wohnhaus                      | Das Ende des 19. Jahrhunderts in Stil einer Zuckerrübenburg errichtetes Wohnhaus einer Hofanlage ist ein zweigeschossiger Ziegelbau mit durch umlaufende Geschossgesimse und symmetrische Fensteraufteilungen gegliederter Fassade. | 31129825 |                |
| Dammstraße 15 52° 18′ 41″ N, 9° 36′ 3″ O              | Ehem. Brauhaus / Heimatmuseum | 1666 errichtet. Durch seine Lage und Gestaltung das Stadtbild prägender eingeschossiger Putzbau mit hohem Sockelgeschoss. Als ehemaliges Brauhaus Bedeutung für die Ortsgeschichte. Nutzung als Stadtmuseum Gehrden. | 31129858 | Weitere Bilder |
| Gartenstraße 45 52° 18′ 55″ N, 9° 36′ 20″ O           | Pfarrkirche St. Bonifatius    | Katholische Kirche in Nord-Süd-Ausrichtung auf heckenumfriedetem Grundstück. 1910/11 nach Plänen von Jagielski errichtet, Anfang der 1980er Jahre durch Anbau im Süden erweitert. Turm im Norden auf quadratischem Grundriss mit kupferner achteckiger Haube. Massiver verputzter Hallenbau auf Quadersockel.                                                              | 31130189 | Weitere Bilder |
| Große Bergstraße 4 52° 18′ 52″ N, 9° 35′ 50″ O        | Wohnhaus                      | Um 1900 errichteter zweigeschossiger villenartiger Bau aus roten Ziegeln. | 31130206 |                |
| Große Bergstraße 14 52° 18′ 49″ N, 9° 35′ 47″ O       | Wohnhaus                      | Um 1900 errichteter zweigeschossiger villenartiger Bau aus roten Ziegeln. | 31130223 |                |
| Große Bergstraße 16 52° 18′ 48″ N, 9° 35′ 46″ O       | Wohnhaus                      | Um 1900 errichteter zweigeschossiger villenartiger Bau aus roten Ziegeln. | 31130240 |                |
| Große Bergstraße 17 52° 18′ 46″ N, 9° 35′ 46″ O       | Wohnhaus                      | Um 1900 errichteter zweigeschossiger villenartiger Bau aus roten Ziegeln. | 31130257 |                |
| Große Bergstraße 52 52° 18′ 47″ N, 9° 35′ 25″ O       | Villa                         | Um 1910 errichtete zweigeschossige Villa am Hang des Burgbergs. Zur Bauzeit verkehrte auf der Großen Bergstraße vor dem Gebäude die Straßenbahn von Hannover zum Berggasthaus auf dem Gehrdener Berg. Mit Erker, Giebel und Türmchen reich gegliederter Putzbau geschmückt mit Ziegel-, Fachwerk- und Putzdekor.                                                           | 31130274 |                |
| Große Bergstraße 54 52° 18′ 46″ N, 9° 35′ 24″ O       | Villa                         | Um 1910 errichtete zweigeschossige Villa am Hang des Burgbergs. Zur Bauzeit verkehrte auf der Großen Bergstraße vor dem Gebäude die Straßenbahn von Hannover zum Berggasthaus auf dem Gehrdener Berg. Mit Erker, Giebel und Türmchen reich gegliederter Putzbau geschmückt mit Ziegel-, Fachwerk- und Putzdekor.                                                           | 31130291 |                |
| Große Bergstraße 56 52° 18′ 46″ N, 9° 35′ 22″ O       | Villa                         | Um 1910 errichtete zweigeschossige Villa am Hang des Burgbergs. Zur Bauzeit verkehrte auf der Großen Bergstraße vor dem Gebäude die Straßenbahn von Hannover zum Berggasthaus auf dem Gehrdener Berg. Mit Erker, Giebel und Türmchen reich gegliederter Putzbau geschmückt mit Ziegel-, Fachwerk- und Putzdekor.                                                           | 31130308 |                |
| Hindenburgallee 41 52° 18′ 29″ N, 9° 35′ 38″ O        | Wohnhaus                      | Das Wohngebäude Hindenburgallee 41 ist ein 1935/36 errichtetes Wochenendhaus des Architekten Kohlmann aus Hannover. 1938 aufgestockt und um einen Flügel erweitert. Angelehnt an den Bauhausstil. | 31130325 |                |
| Kirchstraße 6 52° 18′ 48″ N, 9° 36′ 8″ O              | Wohn-/Wirtschaftsgebäude      | Durch seine Lage und Gestaltung das Stadtbild prägendes eingeschossiges Fachwerkgebäude | 31130455 |                |
| Kirchstraße 9 52° 18′ 49″ N, 9° 36′ 9″ O              | Wohn-/Wirtschaftsgebäude      | Durch seine Lage und Gestaltung das Stadtbild prägendes zweigeschossiges Fachwerkgebäude | 31130472 |                |
| Köthnerberg 52° 18′ 33″ N, 9° 35′ 12″ O               | Windmühle                     | 1729 wurde auf dem Köthnerberg durch den Flecken Gehrden erstmals eine Bockwindmühle errichtet und verpachtet. Die heutige, steinerne Struckmeyersche Mühle stammt aus dem Jahr 1878. Sie wird nach der langjährigen Besitzerfamilie Struckmeyersche Mühle oder Struckmeyers Mühle genannt. Die denkmalgeschützte Mühle wird heute als kindergemäßes Mühlenmuseum genutzt. | 31130490 | Weitere Bilder |
| Nedderntor 15 52° 18′ 51″ N, 9° 36′ 19″ O             | Schule                        | Die Rote Schule wurde 1901/02 als Grundschule errichtet. | 31130552 | Weitere Bilder |
| Neuwerkstraße 2 52° 19′ 6″ N, 9° 35′ 51″ O            | Villa                         | Die 1957 gegründete Zuckerfabrik Neuwerk war wohl von 1861 bis zu ihrer Stilllegung 1930 die älteste noch produzierende Rübenzuckerfabrik im Königreich und danach der Provinz Hannover. Die vor dem Werkstor kurz nach 1900 für den Direktor der Zuckerfabrik im typischen Stil errichtete zweigeschossige verputzte Villa wurde in den 1980er Jahren restauriert.        | 31129920 |                |
| Steintor 2 A, B, C 52° 18′ 55″ N, 9° 35′ 54″ O        | Ehem. Bahnhof Gehrden         | Der Bahnhof Gehrden der Überlandstraßenbahn ist ein ehemaliges Verwaltungsgebäude und Straßenbahndepot. Durch seine Lage und Gestaltung das Stadtbild prägender zweigeschossiger Putzbau mit Ziegelgliederung und Drempel in Fachwerk. | 31130837 |                |
| Steintor 3 52° 18′ 54″ N, 9° 35′ 55″ O                | Ehem. Bahnhofsrestaurant      | Das Bahnhofsrestaurant Gehrden ist durch seine Lage und Gestaltung das Stadtbild prägender dreigeschossiger Putzbau mit Dekorelementen und Turm am Kreuzungsbereich | 31130861 | Weitere Bilder |
| Steinweg 2A 52° 18′ 54″ N, 9° 35′ 56″ O               | Ehem. Feuerwehrhaus           | Das Türmchen ist ein 1910 errichtetes Spritzenhaus mit Steigerturm, 1976 umgebaut zu einer Gaststätte. Durch seine Lage und Gestaltung das Stadtbild als Wahrzeichen prägender viergeschossiger Fachwerkturm mit Zierfachwerk. | 31130885 | Weitere Bilder |
| Steinweg 14 52° 18′ 50″ N, 9° 35′ 58″ O               | Wohnhaus (ehemalige Post)     | Das Alte Postgebäude Gehrden ist durch seine Lage und Gestaltung ein das Stadtbild prägendes zweigeschossiges klassizistisches Putzgebäude mit Ornamenten. | 31130927 | Weitere Bilder |

## Lemmie

### Einzeldenkmale
| Lage                                           | Bezeichnung              | Beschreibung | ID       | Bild           |
| ---------------------------------------------- | ------------------------ | --- | -------- | -------------- |
| Alte Bahnhofstraße 52° 17′ 24″ N, 9° 36′ 33″ O | Erbbegräbnis v. Ditfurth | 1892 datiertes Erbbegräbnis der Familie von Hattorf auf dem Lemmier Friedhof. Das Lemmier Gut gehörte seit 1850 der Familie. | 31130980 |                |
| An der Kapelle 3 52° 17′ 21″ N, 9° 36′ 26″ O   | Kapelle Lemmie           | Die 1631 ersterwähnte rechteckige geostete Lemmier Kapelle aus Fachwerk steht auf massivem Feldsteinsockel. Der Westgiebel aus verputztem Bruchstein wurde später vorgebaut. Im Innern ein 1468 geschaffener Marienaltar.                                                                                          | 31131092 | Weitere Bilder |
| An der Mühle 9 52° 17′ 30″ N, 9° 36′ 13″ O     | Wohnhaus                 | Um 1900 errichtetes Müllerwohnhaus der Lemmier Mühle. Besonders aufwändiger zweigeschossiger Ziegelbau. Streng symmetrisch gegliedert unter Walmdach mit umlaufendem Dachfries in Ziegelziersetzung. Seit den 1980er Jahren schloss ein Neubaugebiet den Freiraum zwischen dem alten Ortskern und dem Mühlenhügel. | 31131109 | Weitere Bilder |
| Deisterstraße 52° 17′ 18″ N, 9° 36′ 19″ O      | Gefallenendenkmal Lemmie | „Unseren Helden“ 1914–18 gewidmet. | 31131126 |                |
| Deisterstraße 19 52° 17′ 21″ N, 9° 36′ 25″ O   | Feuerwehrgerätehaus      | 1926 an städtebaulich dominierender Stelle errichtetes Feuerwehrgerätehaus. Ziegelgebäude mit hohem Schlauchturm auf quaderförmigem Bruchsteinsockel. | 31131160 |                |
| Südfeldstraße 8 52° 17′ 13″ N, 9° 36′ 18″ O    | Wohn-/Wirtschaftsgebäude | 1725 errichteter Vierständer mit rechts angebauter Kübbung. Eines der letzten erhaltenen Hallenhäuser des Ortes. | 31131184 |                |

### Gruppe: Rittergut Lemmie
Die Gruppe „Rittergut Lemmie“ hat die ID 31076584.

| Lage                                                 | Bezeichnung             | Beschreibung | ID       | Bild           |
| ---------------------------------------------------- | ----------------------- | --- | -------- | -------------- |
| Alte Bahnhofstraße 19 52° 17′ 18″ N, 9° 36′ 31″ O    | Kavaliershaus           | | 31130997 |                |
| Alte Bahnhofstraße 21 52° 17′ 17″ N, 9° 36′ 31″ O    | Herrenhaus (Bauwerk)    | Herrenhaus des Ritterguts Lemmie. Um 1830 auf Fundamenten eines Vorgängerbaus errichtetes zweigeschossiges Herrenhaus. Ehemals symmetrisch siebenachsig gebaut, vermutlich 1850 beim Anbau des Kavaliershauses nördlich erweitert. | 31131051 | Weitere Bilder |
| Alte Bahnhofstraße 21 52° 17′ 17″ N, 9° 36′ 29″ O    | Längsdurchfahrtsscheune | | 31131015 |                |
| Alte Bahnhofstraße 23 52° 17′ 16″ N, 9° 36′ 33″ O    | Gartenhaus              | | 49869143 |                |
| Alte Bahnhofstraße 25 52° 17′ 16″ N, 9° 36′ 34″ O    | Wirtschaftsgebäude      | | 49868869 | BW             |
| Alte Bahnhofstraße 21 52° 17′ 15″ N, 9° 36′ 35″ O    | Mauer                   | | 31131072 |                |
| Alte Bahnhofstraße 19–25 52° 17′ 12″ N, 9° 36′ 34″ O | Park                    | | 31131033 |                |
| Alte Bahnhofstraße 52° 17′ 18″ N, 9° 36′ 41″ O       | Lindenallee             | | 31132495 |                |

## Lenthe

### Gruppe: Obergut Lenthe
Die Gruppe „Obergut Lenthe“ hat die ID 31076617.

| Lage                                          | Bezeichnung                      | Beschreibung | ID       | Bild |
| --------------------------------------------- | -------------------------------- | --- | -------- | ---- |
| Winterstraße 19 52° 21′ 24″ N, 9° 37′ 0″ O    | Wohnhaus                         | Das Wohnhaus ist ein um 1900 errichteter eingeschossiger, fünfachsiger Ziegelbau. Geschmückt mit Ziegelornamentik an Giebeln, Traufen und Fensterverdachungen und einem Walmdach. | 31131452 |      |
| Winterstraße 23 52° 21′ 19″ N, 9° 36′ 59″ O   | Park                             | | 31130011 |      |
| Winterstraße 23 52° 21′ 22″ N, 9° 36′ 58″ O   | Lavesbrücke                      | die Brücke ist links vom Haus sichtbar | 31130029 |      |
| Winterstraße 23 52° 21′ 22″ N, 9° 36′ 58″ O   | Herrenhaus (Bauwerk)             | Auf kleiner Anhöhe im Süden des Ortes. Das zweigeschossige Herrenhaus auf den Kellergewölben einer Wasserburg unbekannten Alters ist wohl das älteste Gebäude Lenthes. Der Renaissanceerker der Nordfassade stammt aus 1604. Im 18. Jahrhundert wurden Teile des niedrigen massiven Obergeschosses durch Fachwerk ersetzt. Die Brücke über den Graben zwischen Herrenhaus und Park werden Laves zugeschrieben. Neben dem Herrenhaus das Pächterhaus, ein um 1800 in regelmäßigem Fachwerk errichteter zweistöckiger Wandständerbau. | 31131472 |      |
| Winterstraße 23 52° 21′ 23″ N, 9° 36′ 58″ O   | Stall                            | | 31132601 |      |
| Winterstraße 23 52° 21′ 24″ N, 9° 36′ 57″ O   | Scheune                          | | 31129882 |      |
| Winterstraße 23 A 52° 21′ 23″ N, 9° 36′ 55″ O | Kuhstall                         | | 46668774 |      |
| Winterstraße 23 A 52° 21′ 22″ N, 9° 36′ 55″ O | Pächterhaus, Siemens-Geburtshaus | | 31131492 |      |
| Winterstraße 23 52° 21′ 21″ N, 9° 36′ 55″ O   | Wagenschauer                     | | 31130057 |      |
| Winterstraße 23 52° 21′ 21″ N, 9° 36′ 56″ O   | Werkstatt                        | | 31130075 | BW   |

### Gruppe: Untergut Lenthe
Die Gruppe „Untergut Lenthe“ hat die ID 31076595.

| Lage                                     | Bezeichnung          | Beschreibung | ID       | Bild |
| ---------------------------------------- | -------------------- | --- | -------- | ---- |
| Im Eickhof 6 52° 21′ 29″ N, 9° 36′ 54″ O | Herrenhaus (Bauwerk) | In kleiner Senke im Norden des Ortes, umgeben von Parkanlage mit hohem Baumbestand. Das Herrenhaus ist ein neunachsiges zweigeschossiges Fachwerkhaus auf Sandsteinsockel mit zweiarmiger vorgelegter Sandsteintreppe. Das Verwalterhaus ist ein eingeschossiger Wandständerbau unter Mansarddach. Über dem zweigeschossigen Eingang ist eine riesige Gutsuhr verbaut. | 31131235 |      |
| Im Eickhof 6 52° 21′ 32″ N, 9° 36′ 54″ O | Park                 | | 31131291 |      |
| Im Eickhof 6 52° 21′ 28″ N, 9° 36′ 53″ O | Verwalterhaus        | | 31131255 |      |
| Im Eickhof 7 52° 21′ 28″ N, 9° 36′ 51″ O | Scheune              | | 49865068 |      |
| Im Eickhof 7 52° 21′ 28″ N, 9° 36′ 49″ O | Stall                | | 49865032 |      |
| Im Eickhof 9 52° 21′ 30″ N, 9° 36′ 52″ O | Schafstall           | | 31131273 |      |

### Gruppe: Wohnhäuser Mühlenweg 8a, 10
Die Gruppe „Wohnhäuser Mühlenweg 8a, 10“ hat die ID 31078945.

| Lage                                      | Bezeichnung         | Beschreibung | ID       | Bild |
| ----------------------------------------- | ------------------- | ------------ | -------- | ---- |
| Mühlenweg 8 A 52° 21′ 29″ N, 9° 36′ 48″ O | Altenteil (Bauwerk) |              | 31132566 |      |
| Mühlenweg 10 52° 21′ 30″ N, 9° 36′ 48″ O  | Wohnhaus            |              | 31132583 |      |

### Gruppe: Kirche und Kirchhof Lenthe
Die Gruppe „Kirche und Kirchhof Lenthe“ hat die ID 31076606.

| Lage                                    | Bezeichnung | Beschreibung | ID       | Bild           |
| --------------------------------------- | ----------- | --- | -------- | -------------- |
| Mühlenweg 2 52° 21′ 26″ N, 9° 36′ 47″ O | Kirche      | Die Kirche zu den 10.000 Rittern ist ein 1737 erweiterter hell verputzter Bruchsteinbau auf rechteckigem Grundriss. Walmdach mit quadratischem Dachreiter. Unregelmäßig angeordnete Tür- und Fensteröffnungen zum Teil sandsteingewandet. Schlichter verputzter Innenraum mit flacher Bretterdecke, hölzerne Empore vor Nord- und Westwand. Von niedriger Backsteinmauer umgebener, bis 1898 belegter Kirchhof. Die ältesten Grabsteine stammen aus dem 17. Jahrhundert. | 31131342 | Weitere Bilder |
| Mühlenweg 2 52° 21′ 26″ N, 9° 36′ 48″ O | Kirchhof    | | 31131380 |                |

### Einzeldenkmale
| Lage                                          | Bezeichnung                    | Beschreibung                                                                                   | ID       | Bild |
| --------------------------------------------- | ------------------------------ | ---------------------------------------------------------------------------------------------- | -------- | ---- |
| An der Kreisstraße 52° 21′ 24″ N, 9° 37′ 2″ O | Werner-von-Siemens-Gedenkstein | Für den 1816 im Pächterhaus des Oberguts geborenen Werner von Siemens errichteter Gedenkstein. | 31131218 |      |
| Im Wehrfeld 1 52° 21′ 26″ N, 9° 36′ 46″ O     | Wohn-/Wirtschaftsgebäude       | Vierständerhaus, errichtet 1779.                                                               | 31131325 |      |
| Winterstraße 10 52° 21′ 26″ N, 9° 36′ 54″ O   | Längsdurchfahrtscheune         | 1851 errichtete Längsdurchfahrtsscheune.                                                       | 31131435 |      |

## Leveste

### Gruppe: Rittergut Leveste
Die Gruppe „Rittergut Leveste“ hat die ID 31076628.

| Lage                                | Bezeichnung          | Beschreibung | ID       | Bild           |
| ----------------------------------- | -------------------- | --- | -------- | -------------- |
| Am Gut 1 52° 19′ 9″ N, 9° 32′ 59″ O | Herrenhaus (Bauwerk) | Gutsanlage. Wohnhaus errichtet 1726/28 nach Plänen des Oberlandbaumeisters Vogel. Elfachsiger, zweigeschossiger Massivbau mit dreiachsigem Mittelrisalit und doppelläufiger Vortreppe. Der Wirtschaftshof des Gutes ist auf drei Seiten von Scheunen und Stallgebäuden aus Bruchsteinmauerwerk umgeben. Eingefriedet von im Nordbereich noch vollständig erhaltener Bruchsteinmauer. | 31130093 | Weitere Bilder |
| Am Gut 52° 19′ 9″ N, 9° 32′ 54″ O   | Stall                | | 49862646 |                |
| Am Gut 52° 19′ 8″ N, 9° 32′ 53″ O   | Scheune              | | 31131554 |                |
| Am Gut 52° 19′ 13″ N, 9° 32′ 56″ O  | Park                 | Der Park ist geschützt gemäß §3 (3) NDSchG. Wohl in der zweiten Hälfte des 19. Jahrhunderts zwischen altem Hof und heutigem Wohnhaus angelegt. Zum Teil von einem Wassergraben umgeben. Brücke und pavillonähnlicher Gewächshausrest werden Laves zugeschrieben. | 31131572 |                |
| Am Gut 52° 19′ 10″ N, 9° 32′ 58″ O  | Gewässer             | | 31131591 |                |
| Am Gut 52° 19′ 12″ N, 9° 33′ 1″ O   | Gewächshaus          | Pavillon (Bauwerk) | 31131532 |                |
| Am Gut 52° 19′ 19″ N, 9° 33′ 0″ O   | Lindenallee          | | 31132652 |                |
| Am Gut 52° 19′ 22″ N, 9° 32′ 56″ O  | Mauer                | | 31131512 |                |

### Gruppe: Ortskern um den Kirchhof
Die Gruppe „Ortskern um den Kirchhof“ hat die ID 31076649.

| Lage                                             | Bezeichnung                 | Beschreibung                                                                               | ID       | Bild           |
| ------------------------------------------------ | --------------------------- | ------------------------------------------------------------------------------------------ | -------- | -------------- |
| Burgdorfer Straße 5 52° 19′ 13″ N, 9° 33′ 13″ O  | Küsterhaus                  | Errichtet 1831.                                                                            | 31131731 |                |
| Burgdorfer Straße 7 52° 19′ 13″ N, 9° 33′ 14″ O  | Schule                      | 1906 errichteter zweigeschossiger Ziegelbau.                                               | 31131751 |                |
| Burgdorfer Straße 9 52° 19′ 12″ N, 9° 33′ 13″ O  | Kirche                      | St. Agatha (Leveste)                                                                       | 31131626 | Weitere Bilder |
| Burgdorfer Straße 9 52° 19′ 12″ N, 9° 33′ 13″ O  | Kirchhof                    |                                                                                            | 31131769 |                |
| Burgdorfer Straße 10 52° 19′ 15″ N, 9° 33′ 13″ O | Scheune                     |                                                                                            | 31131823 |                |
| Burgdorfer Straße 10 52° 19′ 14″ N, 9° 33′ 14″ O | Wohnhaus                    |                                                                                            | 31131805 |                |
| Burgdorfer Straße 12 52° 19′ 13″ N, 9° 33′ 15″ O | Pfarrhaus                   | In der 2. Hälfte des 19. Jahrhunderts errichteter zweigeschossiger Fachwerkwandständerbau. | 31131841 |                |
| Burgdorfer Straße 12 52° 19′ 12″ N, 9° 33′ 15″ O | Luthereiche mit Gedenkstein |                                                                                            | 31131655 | Weitere Bilder |

### Einzeldenkmale
| Lage                                         | Bezeichnung               | Beschreibung | ID       | Bild           |
| -------------------------------------------- | ------------------------- | --- | -------- | -------------- |
| Gehrdener Straße 52° 19′ 23″ N, 9° 33′ 54″ O | Magnus-Denkmal            | 1373 wurde Herzog Magnus Torquatus an dieser Stelle erstochen. Zum Gedenken wurde ein einfacher Kreuzstein errichtet. 1864 ließ König Georg V. den dazu oben zugespitzten Kreuzstein in ein aufwendigeres Denkmal einbauen. | 31132070 | Weitere Bilder |
| Beekestraße 5 52° 19′ 4″ N, 9° 33′ 13″ O     | Wohnhaus                  | Um 1915 errichtetes zweigeschossiges Wohnhaus einer Hofstelle. Aufgemalter Fries mit Motiven aus dem bäuerlichen Leben. | 31131609 |                |
| Hauptstraße 52° 19′ 17″ N, 9° 33′ 6″ O       | Gefallenendenkmal Leveste | | 31131951 | Weitere Bilder |
| Hauptstraße 9 52° 19′ 14″ N, 9° 33′ 5″ O     | Wohnhaus                  | 1904 errichtetes Wohnhaus einer Hofstelle. | 31131968 |                |
| Hauptstraße 10 52° 19′ 16″ N, 9° 33′ 7″ O    | Wohnhaus                  | um 1900 errichtet. | 31131985 |                |
| Hauptstraße 12 52° 19′ 13″ N, 9° 33′ 7″ O    | Wohnhaus                  | 1858 errichtete Ziegelscheune der baulich geschlossenen Hofstelle. | 31132002 |                |
| Hauptstraße 16 52° 19′ 10″ N, 9° 33′ 6″ O    | Wohn-/Wirtschaftsgebäude  | Niederdeutsches Hallenhaus. Vierständerbau als Haupthaus einer ehemaligen Hofstelle. | 31132019 |                |
| Hauptstraße 28 52° 19′ 6″ N, 9° 33′ 6″ O     | Wohn-/Wirtschaftsgebäude  | Ende des 18. Jahrhunderts errichteter Vierständerbau. | 31132036 |                |

## Northen
| Lage                                            | Bezeichnung               | Beschreibung | ID       | Bild           |
| ----------------------------------------------- | ------------------------- | --- | -------- | -------------- |
| Benther-Berg-Weg 52° 20′ 38″ N, 9° 36′ 39″ O    | Gefallenendenkmal Northen | Das Denkmal Northen ist ein Ehrenmal für Northens Weltkriegsgefallene. | 31132091 | Weitere Bilder |
| Brennereiweg 1 52° 20′ 46″ N, 9° 36′ 23″ O      | Feuerwehrhaus             | Der Brennereiweg 1 ist ein ehemaliges Wohnhaus einer Hofstelle mit Branntwein-Brennerei, heute durch die Ortsfeuerwehr genutzt. Zweistöckig abgezimmertes Fachwerkgebäude aus dem späten 19. Jahrhundert. Fast quadratischer Grundriss mit niedrigem Oberstock unter einem Walmdach. | 31132125 | Weitere Bilder |
| Brennereiweg 5 52° 20′ 45″ N, 9° 36′ 24″ O      | Schule und Lehrerwohnhaus | | 31132108 |                |
| Goldener Winkel 52° 20′ 46″ N, 9° 36′ 25″ O     | Kapelle und Alte Schule   | Baudenkmal-Gruppe | 31076660 |                |
| Goldener Winkel 52° 20′ 46″ N, 9° 36′ 27″ O     | St. Michaelis-Kapelle     | Teil der Baudenkmal-Gruppe. Laut Balkeninschrift ist die St.-Michaelis-Kapelle Northen eine 1615 errichtete Fachwerkkapelle. Laut Wetterfahne 1668 Schäden aus dem Dreißigjährigen Krieg behoben. Polygonaler Ostschluss. Großes spitzgiebeliges Dach auf weit auskragenden Dachbalken. Viereckiger Dachreiter im Westen. Im Innern seit 1710 ein aus der Lenther Kirche stammender holzgeschnitzter Alter aus dem ersten Viertel des 16. Jahrhunderts. | 31132142 | Weitere Bilder |
| Goldener Winkel 1 52° 20′ 45″ N, 9° 36′ 27″ O   | Alte Schule               | Teil der Baudenkmal-Gruppe. Das Haus Goldener Winkel 1 ist ein 1828 errichteter kleiner Wandständer auf hohem Sockel. Direkt neben der Kapelle, Teil einer kleinteiligen Gruppe baulicher Anlagen im Bereich um die Kapelle. | 31132181 | Weitere Bilder |
| Goldener Winkel 9 52° 20′ 48″ N, 9° 36′ 28″ O   | Wohn-/Wirtschaftsgebäude  | | 31131309 |                |
| Große Straße 17 52° 20′ 40″ N, 9° 36′ 21″ O     | Querdielenhaus            | 1877 errichteter Wandständer in Fachwerkbauweise unter Halbwalmdach. | 31132217 |                |
| Große Straße 40 52° 20′ 46″ N, 9° 36′ 15″ O     | Hofanlage Große Straße 40 | Baudenkmal-Gruppe | 49796590 |                |
| Große Straße 40 52° 20′ 46″ N, 9° 36′ 15″ O     | Wohnhaus                  | Teil der Baudenkmal-Gruppe Hofanlage Große Straße 40. 1894 in Ziegelbauweise errichtetes Haupthaus einer Hofanlage. Weitgehend unverändert erhalten mit kunstvoller Fassadengestaltung. Giebel, Traufen und Erkerhaus mit abgetreppten, tropfenförmigen Dachgesimsen, leicht vorspringenden Lisenen und umlaufenden Bändern aus glasierten Klinkern. | 31132234 |                |
| Große Straße 40 52° 20′ 46″ N, 9° 36′ 16″ O     | Hofeinfriedung            | Teil der Baudenkmal-Gruppe Hofanlage Große Straße 40. | 31132635 |                |
| Hannoversche Straße 52° 20′ 37″ N, 9° 36′ 34″ O | Schwedenstein             | Der sogenannte Schwedenstein Northen auf der Verkehrsinsel gegenüber dem alten Friedhof ist einer der wenigen in der Region erhaltenen Kreuzsteine. An dieser Stelle soll im Dreißigjährigen Krieg ein dänischer bzw. schwedischer Offizier gestorben sein. | 31132252 | Weitere Bilder |
| Mittelstraße 8 52° 20′ 42″ N, 9° 36′ 34″ O      | Wohnwirtschaftsgebäude    | | 31132269 |                |

## Redderse
| Lage                                           | Bezeichnung                | Beschreibung | ID       | Bild           |
| ---------------------------------------------- | -------------------------- | --- | -------- | -------------- |
| Obernfeldstraße 52° 17′ 55″ N, 9° 33′ 57″ O    | Gefallenendenkmal Redderse | Ehrenmal für Redderses Weltkriegsgefallene. | 31132286 |                |
| Obernfeldstraße 52° 17′ 49″ N, 9° 33′ 58″ O    | Dorfbrunnen                | Von Sandsteinplatten eingefasster Brunnen. | 31132303 |                |
| Obernfeldstraße 14 52° 17′ 56″ N, 9° 33′ 56″ O | Wohnhaus                   | Mitte des 19. Jahrhunderts errichtetes kleines Wandständerfachwerkgebäude unter Halbwalmdach an städtebaulich dominierender Stelle. | 31132326 |                |
| Tivoli 52° 17′ 53″ N, 9° 33′ 50″ O             | Kapelle mit Nachbarbauten  | Baudenkmal-Gruppe | 31076670 |                |
| Tivoli 6 52° 17′ 55″ N, 9° 33′ 52″ O           | Wohn-/Wirtschaftsgebäude   | Hallenhaus in Vierständerbauweise. Teil der Baudenkmal-Gruppe Kapelle mit Nachbarbauten. | 31132361 |                |
| Tivoli 9 52° 17′ 54″ N, 9° 33′ 51″ O           | Kapelle Redderse           | Die Kapelle Redderse ist eine 1738 an Stelle einer als baufällig abgerissenen Vorgängerin errichtete kleine Fachwerkkapelle mit verputzten Gefachen. 2018 renoviert. Buntglasfenster, Dachreiter mit Glocke. Teil der Baudenkmal-Gruppe Kapelle mit Nachbarbauten. | 31132381 | Weitere Bilder |
| Tivoli 9 A 52° 17′ 54″ N, 9° 33′ 51″ O         | Scheune                    | Teil der Baudenkmal-Gruppe Kapelle mit Nachbarbauten. | 31132343 |                |
| Tivoli 11 52° 17′ 54″ N, 9° 33′ 50″ O          | Querdielenhaus             | In der ersten Hälfte des 19. Jahrhunderts errichtetes Querdielenhaus. Teil der Baudenkmal-Gruppe Kapelle mit Nachbarbauten. | 31132401 |                |
| Wiesenstraße 3 52° 18′ 3″ N, 9° 34′ 1″ O       | Wohn-/Wirtschaftsgebäude   | 1767 errichteter Vierständerbau. | 31132421 |                |
| Wiesenstraße 14 52° 18′ 5″ N, 9° 33′ 55″ O     | Wohn-/Wirtschaftsgebäude   | Ehemaliger Vierständerbau, Innengerüst aus der Mitte des 18. Jahrhunderts, Außenwände zum Teil verhängt. | 31132455 |                |
| Wiesenstraße 16 52° 18′ 6″ N, 9° 33′ 54″ O     | Wohn-/Wirtschaftsgebäude   | 1818 errichteter mächtiger Vierständerbau mit für die Gegend typischer Giebelabzimmerung. | 31132475 |                |

## Bauwerke mit unklarem Status
In der 1988 erschienenen Denkmaltopographie erwähnte oder als Denkmal markierte Bauwerke, die 2021 nicht im Denkmalatlas markiert waren.
| Lage                                                      | Bezeichnung               | Beschreibung | ID | Bild |
| --------------------------------------------------------- | ------------------------- | --- | -- | ---- |
| Gehrden, Dammtor 5 52° 18′ 41″ N, 9° 36′ 7″ O             | Wohn-/ Wirtschaftsgebäude | 1803 errichtetes Hallenhaus mit zweigeschossigem Wohnteil. Durch seine Gestaltung das Stadtbild prägendes Fachwerkgebäude.                                                    |    |      |
| Gehrden, Neue Straße 11 52° 18′ 51″ N, 9° 36′ 9″ O        | Wohnhaus                  | |    |      |
| Gehrden, Neue Straße 17 52° 18′ 51″ N, 9° 36′ 7″ O        | Wohnhaus                  | Durch seine Gestaltung das Stadtbild prägendes eingeschossiges teilweise verputztes Backsteingebäude mit Fachwerkgiebel.                                                      |    |      |
| Gehrden, Neue Straße 20 52° 18′ 52″ N, 9° 36′ 5″ O        | Wohnhaus                  | |    |      |
| Gehrden, Steinweg 7 52° 18′ 52″ N, 9° 35′ 58″ O           | Wohnhaus                  | 1902 als Haupthaus einer Hofstelle direkt an der Straße errichteter zweigeschossiger Putzbau. Dahinter die über eine schmale Traufgasse erreichbaren ehemaligen Nebengebäude. |    |      |
| Lemmie, Südfeldstraße 6 52° 17′ 14″ N, 9° 36′ 19″ O       | Gebäude                   | (keine Beschreibung bekannt) |    |      |
| Lenthe, Im Eickhof 8 52° 21′ 29″ N, 9° 36′ 59″ O          | Untergut                  | Vierständerhaus aus dem 18. Jahrhundert, in den 1980ern genutzt als Schuppen.                                                                                                 |    |      |
| Lenthe, Mühlenweg 8 52° 21′ 29″ N, 9° 36′ 47″ O           | Wohn-/Wirtschaftsgebäude  | 1831 datierter Vierständerbau mit schmalem zweigeschossigen Wohnteil. |    |      |
| Lenthe, Mühlenweg 14 52° 21′ 31″ N, 9° 36′ 49″ O          | Gebäude                   | |    |      |
| Leveste, Burgdorfer Straße 1 52° 19′ 16″ N, 9° 33′ 8″ O   | Hofanlage                 | 1988 gut erhaltene Hofstelle umgrenzt von steilgiebeligen Haupthaus, 1877 errichteter Ziegelscheune, Wagenschauer. 2021 anscheinend nur noch Wagenschauer erhalten.           |    |      |
| Leveste, Burgdorfer Straße 14 52° 19′ 12″ N, 9° 33′ 15″ O | Hallenhaus                | Teil des Ensembles um die Kirche im Kernbereich des Ortes. |    |      |
| Leveste, Burgdorfer Straße 18 52° 19′ 11″ N, 9° 33′ 16″ O | Hofanlage                 | Teil des Ensembles um die Kirche im Kernbereich des Ortes. |    |      |
| Leveste, Gehrdener Straße 2 52° 19′ 21″ N, 9° 33′ 6″ O    | Gaststätte                | um 1900 errichtet. |    |      |
| Leveste, Hauptstraße 32 52° 19′ 5″ N, 9° 33′ 2″ O         | Haupthaus                 | 1751 errichteter Vierständerbau als Haupthaus einer ehemaligen Hofstelle. |    |      |
| Northen, Goldener Winkel 4 52° 20′ 46″ N, 9° 36′ 26″ O    | Wohn-/Wirtschaftsgebäude  | Kleiner Vierständer. Teil einer kleinteiligen Gruppe baulicher Anlagen im Bereich um die Kapelle.                                                                             |    |      |
| Northen, Mittelstraße 8 52° 20′ 42″ N, 9° 36′ 34″ O       | Wohn-/Wirtschaftsgebäude  | Ende des 18. Jahrhunderts errichtet. Eines der wenigen erhaltenen der früher für Northen typischen Niederdeutschen Hallenhäuser.                                              |    |      |
| Redderse, Wiesenstraße 9 52° 18′ 4″ N, 9° 33′ 57″ O       | Gaststätte                | Um 1900 aus Ziegeln errichtetes zweigeschossiges Wohnhaus der Hofanlage Wiesenstraße 11, früher als Gaststätte Deutsches Haus genutzt.                                        |    |      |

## Abgegangene und translozierte Baudenkmale
| Lage                                                  | Bezeichnung               | Beschreibung | ID | Bild |
| ----------------------------------------------------- | ------------------------- | --- | -- | --- |
| Everloh, Am Dorfbrunnen 4 52° 20′ 10″ N, 9° 36′ 20″ O | Wohn-/Wirtschaftsgebäude  | Der Vierständerbau als Haupthaus einer Hofstelle wurde 1861 erbaut. Hier entsteht 2019 ein Neubau. |    | |
| Gehrden, Kirchstraße 3 52° 18′ 49″ N, 9° 36′ 5″ O     | Schule                    | 1820 errichtetes zweigeschossiges Schulhaus in regelmäßigem Fachwerk. Spätere Nutzung als Rathaus, dann Standesamt. Dem Landbaumeister Wedekind zugeschrieben, eventuell unter Beteiligung von Laves. 1992 wurde an dieser Stelle der neue Bürgersaal eingeweiht, das alte Gebäude ist dafür in die Kirchstraße 7 transloziert und aus dem Verzeichnis der Baudenkmale genommen worden. |    | |
| Gehrden, Neue Straße 13 52° 18′ 51″ N, 9° 36′ 8″ O    | Wohn-/Wirtschaftsgebäude  | Der 1752 errichtete Vierständerbau war eines der ältesten Fachwerkgebäude Gehrdens. Das Gebäude wurde nach Hagenstraße 8, Isernhagen K.B. transloziert. An der Adresse in Gehrden steht ein 1997 errichtetes Gebäude. |    | |
| Gehrden, Neue Straße 24 52° 18′ 52″ N, 9° 36′ 4″ O    | Wohn-/ Wirtschaftsgebäude | Das 1756 errichtete Hallenhaus wurde 2008 abgerissen. |    | [[Vorlage:Bilderwunsch/code!/C:52.31446,9.60108!/D:Gehrden, Neue Straße 24, Wohn-/ Wirtschaftsgebäude!/\|BW]] |